# Hôtel Gouffier de Thoix
El hôtel Gouffier de Thoix es una mansión privada ubicada en el 7 distrito de París, Francia que es un anexo de la Oficina del Primer Ministro.
Fue clasificado como monumento histórico por decreto el 18 de mayo de 1946.

## Historia
Construido entre 1719 y 1725 por un tal Baudoin para Henriette de Penancoët de Kéroual, hermana de Louise Renée de Penancoët de Keroual, duquesa de Portsmouth y amante de Carlos II de Inglaterra. La tierra adquirida por ella el 27 de febrero de 1719. Su marido, Thimoléon François Louis Gouffier, marqués de Thoix, dio su nombre al hotel.
Luego se lo pasó a su hijo, François-Louis, y este último a su hijo Louis-Guillaume. Su nieto lo vendió el 6 de abril de 1768 a Antoine-Martin Chaumont de La Galaizière, que se trasladó allí en 1777]. A su muerte en 1783, pasó a manos de su hijo y luego fue incautado durante la Revolución Francesa como propiedad de los emigrados, se sorteó en la primera lotería nacional y fue ganador, con el billete 381376, François Gillot, un joyero, que tomó posesión de él el 21 de octubre de 1795.
En 1757, el primer presidente del Parlamento de París, René Charles de Maupeou, habiendo dimitido de su cargo y obligado a ceder el hotel de la primera presidencia, alquiló el hotel hasta 1768 fecha en la que fue nombrado canciller de Francia.
Fue comprado en 1836 por Alexandre Raguet-Lépine, diputado de Loir-et-Cher por la suma de 245 000 francos.
Fue objeto en 1934 de una remodelación interior, así como de la creación de un jardín por parte del arquitecto francés Jean-Charles Moreux.
Allí trabajaron Louis Aragon y Elsa Triolet, una placa conmemorativa en la fachada a la izquierda de la puerta les rinde homenaje. Aragón vivió allí durante más de 20 años y allí murió.
Es propiedad del estado desde 1992 y ahora sirve como un anexo a la oficina del Primer Ministro.

## Descripción

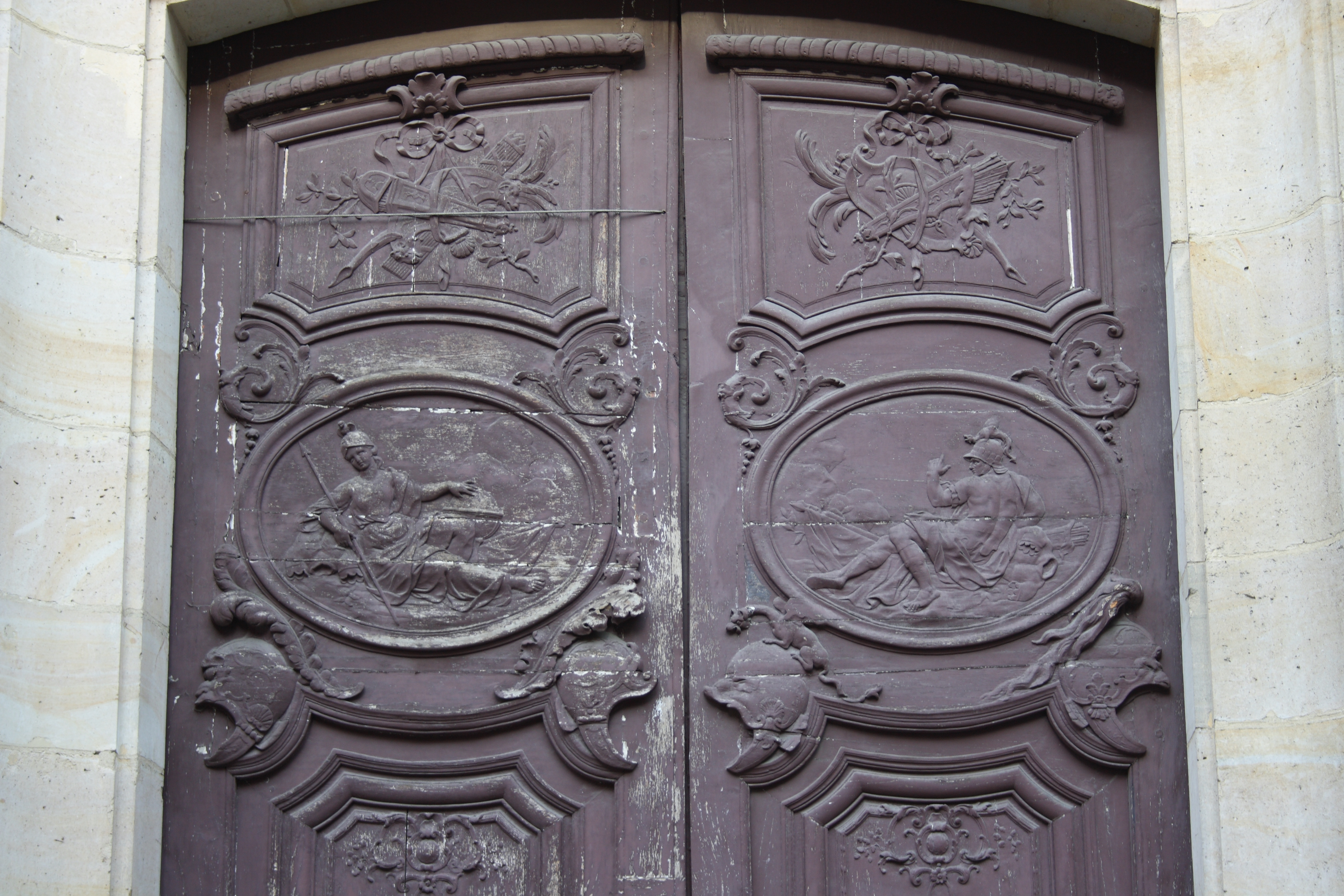
Puerta de 56 rue de Varenne.

### Fachada de la calle
Uno de los elementos más destacables del edificio es este portal de calle en estilo rocalla, su tímpano representa fielmente conchas, corales, estrellas de mar y diversos elementos de la fauna marina. Según MA Bigot, el escultor de este frontón se inspiró para estos elementos marinos en los gabinetes de historia natural del siglo XVIII.
En las hojas de su puerta de madera pintada están esculpidas las alegorías de Marte y Minerva.

### Interior

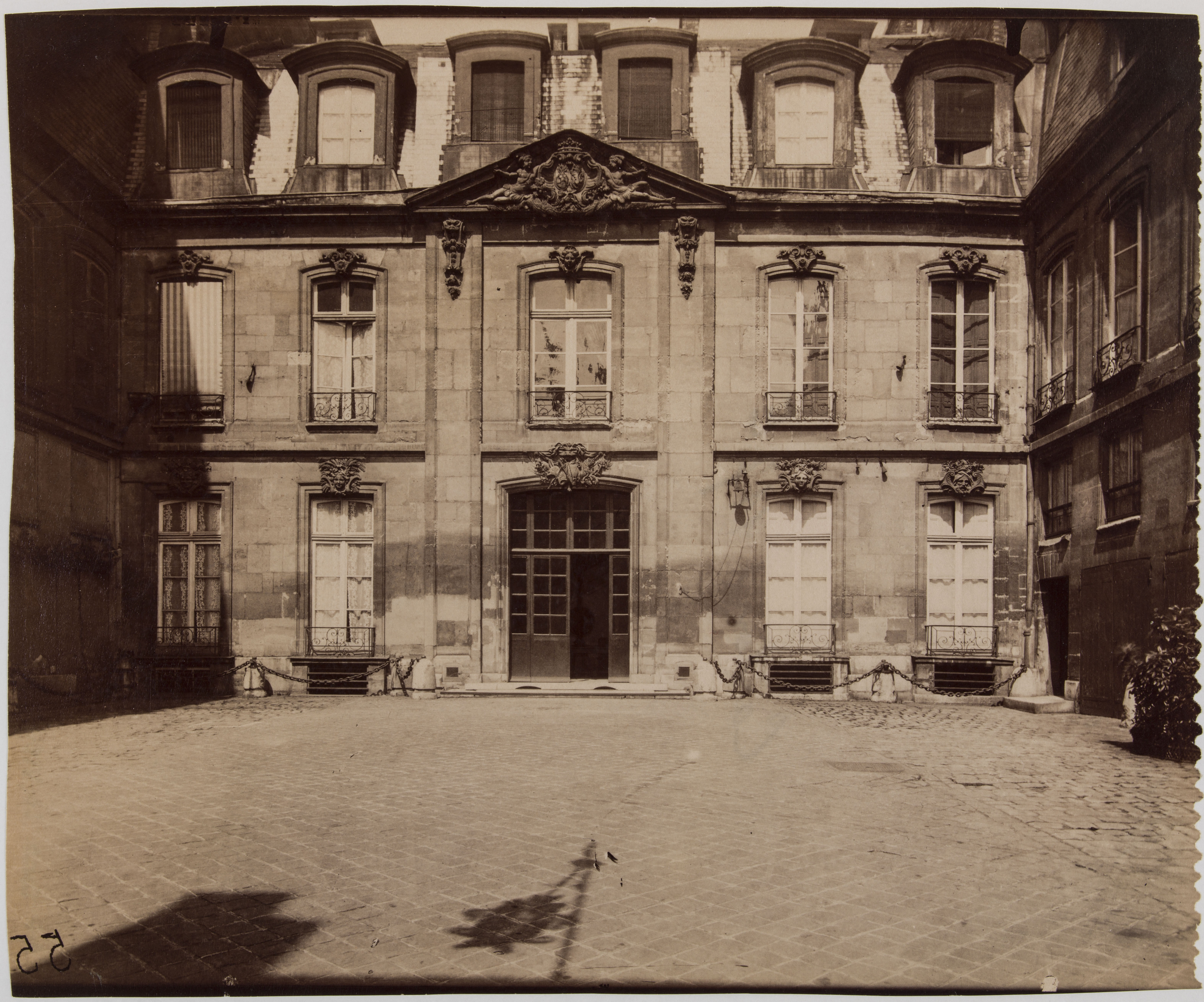
Vista del patio interior del Hôtel Gouffier de Thoix.

En el interior, la fachada tiene un frontón con un tímpano esculpido por Huet y Lucy, todavía en estilo rocalla. Los cierres de los vanos están decorados con mascarones, figuras humanas esculpidas. Desde un punto de vista más general, el patio se hace simétrico desde la entrada de la calle por la fijación a su izquierda de un " zorro de pared “, un trampantojo, formado por vanos ciegos.
En los salones de la planta baja se puede ver un juego de carpintería de rocalla de primera calidad. El comedor está decorado con una fuente y una estufa de terracota en un magnífico estilo de rocalla.